# Rafael Cavalcante
Rafael Cavalcante (ur. 5 kwietnia 1980 w Ilha Solteirze) – brazylijski zawodnik mieszanych sztuk walki (MMA), mistrz Strikeforce w wadze półciężkiej z 2010. W latach 2013–2016 związany z Ultimate Fighting Championship. Czarny pas w brazylijskim jiu-jitsu.

## Kariera sportowa
W MMA zadebiutował 10 lutego 2006 nokautując Eduardo Maiorino w 1. rundzie. Do 2008 toczył pojedynki m.in. dla International Fight League czy Elite Xtreme Combat notując bilans sześciu zwycięstw (wszystkie przez nokaut) oraz jednej porażki. 6 czerwca 2009 zadebiutował w Strikeforce ulegając przez techniczny nokaut Mike’owi Kyle’owi w 2. rundzie. Po tej porażce, wygrał dwa kolejne pojedynki w tym z Antwainem Brittem, w eliminatorze do walki o pas wagi półciężkiej, zapewniając sobie tym samym pojedynek z ówczesnym mistrzem Muhammedem Lawalem. 21 sierpnia 2010 nieoczekiwanie Brazylijczyk znokautował obrońcę tytułu w 3. rundzie po ciosach pięściami i łokciami, odbierając mu pas Strikeforce w kat. -93 kg. 
Tytuł stracił w pierwszej obronie, 5 marca 2011 na rzecz dwukrotnego mistrza PRIDE FC Dana Hendersona, który znokautował go w 3. rundzie. Od straty mistrzostwa stoczył jeszcze dwa zwycięskie pojedynki w organizacji z Yoelem Romero i w rewanżu Mikiem Kyle’em. Po walce z tym drugim, w organizmie Cavalcante wykryto zabronioną substancję dopingującą, stanozolol, za co został później ukarany przez komisję sportową rocznym zawieszeniem oraz grzywną w wysokości 2500 USD. Ponadto wynik starcia z Kyle’em został zmieniony na no contest (nierozstrzygnięty).
Po odbyciu karencji, związał z Ultimate Fighting Championship. W debiucie, 8 czerwca 2013 przegrał przez nokaut z rodakiem Thiago Silvą. Swoje pierwsze zwycięstwo i jak się okazało ostatnie, zanotował 9 listopada 2013 nokautując Chorwata Igora Pokrajaca w 1. rundzie. W kolejnych latach nie zdołał wygrać żadnego z trzech pojedynków. Ulegał kolejno Ryanowi Baderowi (2014), Patrickowi Cumminsowi (2015) oraz Ovincowi Saint Preux (2016). Słabe wyniki przełożyły się w końcu na zwolnienie go z UFC w marcu 2016.

## Osiągnięcia
- 2010-2011: mistrz Strikeforce w wadze półciężkiej